# Meteorologiåret 1901

## Händelser

### Januari
- 4 januari - Årets kallaste natt inträffar i Victoria i British Columbia, Kanada med -4.4 °C [1].

### Juli
- Juli – I Karlstad, Sverige uppmäts medeltemperaturen  21,9 °C vilket då är Sveriges högsta uppmätta medeltemperatur för en månad [2].
- 12 juli - 92 millimeter regn faller på 60 minuter över Maidenhead i England, Storbritannien vilket är nytt brittiskt rekord för 60 minuter [3].
- 18-24 juli - Sverige upplever en heltorr fruntimmersvecka [4].
- 20 juli - Med + 36.9 °C i Borås, Sverige uppmäts värmerekord för Västergötland [5].
- 21 juli – Med + 35 °C i Kristiania, Norge uppmäts för första gången en temperatur på + 35 °C eller mer i Norge officiellt [6].

### Augusti
- Augusti - Sverige upplever en mycket varm augustimånad [7].

### November
- 4 november – Kylan i Minnesota, USA hotar potatisen i tågens godsvagnar [8].
- 13 november - En snöstorm rasar i Östergötland, Sverige [9].

### Okänt datum
- I Sverige börjar man göra kontinuerliga mätningar av sjön Vätterns vattenstånd vid Jönköping [10].

### Fotnoter
1. ↑  ”Dan, Dan the Weatherman's Canadian Weather Trivia Page”. Arkiverad från originalet den 9 september 2013. https://web.archive.org/web/20130909001246/http://www.dandantheweatherman.com/cantriv.html. Läst 8 mars 2013.
2. ↑  SMHI Arkiverad 9 september 2010 hämtat från the Wayback Machine.
3. ↑  DMI[död länk]
4. ↑  SMHI
5. ↑  .SMHI
6. ↑  MET
7. ↑  SMHI
8. ↑  ”Arkiverade kopian”. Arkiverad från originalet den 16 juli 2010. https://web.archive.org/web/20100716104924/http://www.climate.umn.edu/pdf/day_in_weather_history/november_wx_history.pdf. Läst 16 februari 2011.
9. ↑  SMHI
10. ↑  SMHI